# 13174 Timossi
13174 Timossi eller 1996 CT8 är en asteroid i huvudbältet som upptäcktes den 14 februari 1996 av de båda italienska astronomerna Ulisse Munari och Maura Tombelli vid Cima Ekar-observatoriet. Den är uppkallad efter Aldo Timossi.
Asteroiden har en diameter på ungefär 7 kilometer och den tillhör asteroidgruppen Maria.